# ルドルフ・トイスラー
ルドルフ・ボリング・トイスラー（Rudolf Bolling Teusler、1876年2月25日 - 1934年8月10日）は、米国聖公会の宣教医師、聖路加国際大学の創立者。日本初の近代型医療施設の聖路加病院（聖路加国際病院の前身）の開設者で初代院長。立教学院理事。専門技術と知見を備えた看護職の育成に務め、医師の海外留学に先鞭をつける。
1876年2月25日、ジョージア州ローム生まれ。1934年8月10日、聖路加国際病院で死去。

## 来歴
ルドルフ・トイスラーは1881年に父を病気で亡くし、信仰があつく愛情深い母から厳しくしつけられ、巡回裁判所裁判官の伯父からキリスト教精神に導かれてリッチモンド (バージニア州)で育つ。1894年に18歳でバージニア州立医科大学を卒業、大学院課程に進みインターンとしてニューヨークのニューヨーク大学附属ベルビュー病院 (英語版) ほかメリーランド州ボルティモア、カナダのモントリオールやケベックの医療機関で研修を受ける。帰郷すると21歳で病理学と細菌学の准教授として州立大学の医学専門学校に着任、メリー・ウッドワードと結婚する。いとこのイーディス・ボリング・ゴート・ウィルソン(英語版)はウッドロウ・ウィルソン大統領夫人である。
トイスラーが日本で医療活動を始めるおよそ40年前、1859年（安政6年）に同じくリッチモンド出身で米国聖公会のチャニング・ムーア・ウィリアムズ主教が長崎に上陸した時からアメリカの聖公会は日本において宣教を始めた。長崎では1860年（万延元年）に、米国聖公会宣教医Ｈ.Ｅ. シュミットが診療所を開設し、医療活動を行っている。チャニングは大阪では、米国聖公会宣教医ヘンリー・ラニングの米国伝道会施療院（聖バルナバ病院の前身）を開設に尽力した。東京へ進むと1874年（明治7年）、築地での立教学校の創設や教会の設立などに加えて、宣教医の日本への派遣と診療所の開設も進めており、病気やけがの治療を行う医療伝道を宣教当初から行ってきた。トイスラーは1927年（昭和2年）から1934年（昭和9年）まで立教の経営法人の理事を務めた。

### 日本に病院を建てる
トイスラーの妻の兄弟が宣教医師で、中国の安慶市に滞在したときの経験を聞いて触発されたトイスラーは妻をともない、米国聖公会より派遣され第6番目の宣教医師として1900年（明治33年）2月2日に来日。チャニング・ウィリアムズの後任であるジョン・マキム主教の日本からの米国聖公会本部への要請が実った派遣であった。当初は日本語を学びながら施療診療所を開いて川瀬元九郎医師ほかと無料診療や福祉施設の訪問診療に当たり、1901年（明治34年）1月後半にトイスラーは佃島に聖アンデレ診療所を開設。1901年（明治34年）2月12日には、旧築地居留地37番に築地病院（英語名：St. Luke＇s Hospital）を前身とする「聖路加病院」（現在の聖路加国際病院）を開設する。この築地病院は1890年（明治23年）11月1日にチャニング・ウィリアムズの要請により医師で聖公会信徒の長田重雄が京橋区船松町13番地に設立した「愛恵病院」（英語名：Tokyo Dispensary）を元とする聖公会系の病院である。愛恵病院は、1896年（明治29年）6月13日に築地居留地37番に移転し、「築地病院」（英語名：St. Luke＇s Hospital）と改称されて開設された。しかし、築地病院は1899年（明治32年）秋になると、長田院長は辞任し、閉鎖されていた。トイスラーは、閉鎖されていた築地病院と同じ場所に聖路加病院（旧築地居留地37番）を開設するが、英語名はSt. Luke＇s Hospitalと前身の築地病院と同じ名称であり、病院の再建でもあった。

近年まで、トイスラーは外国人居留地 (築地明石町) の築地病院（別名：健康社）を買い受け、聖路加病院を開設したとされてきたが、この健康社という別名がある築地病院は、愛恵病院を前身とする聖公会系の築地病院（英語名：St. Luke＇s Hospital）とは同じ築地病院の名称は持つが、別の病院（スコットランド一致長老教会系）と考えられる。ただし、築地病院（別名：健康社）は、その15年ほど前までスコットランド一致長老教会の宣教医師ヘンリー・フォールズがまとめており、医師の養成、コレラや狂犬病などの伝染病の流行を止めるなど社会に貢献したのだが、フォールズが日本を離れてから徐々に荒廃しており、いずれかの時期に合同した可能性はある。トイスラーは聖路加病院を宣教のために開いた病院として、社会奉仕と結びつけた医療を進めていく。
聖路加病院の設備の充実も進んでいた。アメリカで聖公会の募金活動が行われトイスラーは帰国して講演をして回り、日本でも広く資金の提供を呼びかけると後藤新平、大隈重信や渋沢栄一も寄付している。
聖路加病院は1917年に診療所時代の名前から聖路加国際病院に改称。トイスラーは働きを増すにつれて日本の医療をよくする方法を考えあぐねていた。医学のレベル、病院の施設・設備、看護婦の能力。アメリカと比べ、何をどう高めるか。来日した1900年の4月に米国へ留学させた荒木イヨ氏が帰国してみせた看護教育の成果と比べると、日本の看護婦はもっぱら医師の診療を助ける者として働いていることに気づくのだ。仕事をしながら訓練を受けて実務を覚え、患者の看護を十分にできる看護師の養成、看護教育がトイスラーの大きな課題となる。

### シベリアへ医療救援に向かう
やがて日本は第一次世界大戦に参戦、シベリアへ兵を送る。アメリカは1918年6月にシベリア出兵を決め、7月、トイスラーは米国赤十字社に中佐相当としてシベリア一帯で救急医療と人道支援につくすよう請われる。そこで日本シベリア米国赤十字社医長の職につき医療チームを率いてシベリアに渡ると、各地に臨時の救護所を設けて傷を負った軍人ばかりでなく医療が必要な市民をも受け入れて診療をはじめる。赤十字はアメリカからシベリア鉄道沿いの主要都市に医師のほか150名以上の看護婦を送り込んだ。
秋になるとシベリア救護活動の赤十字広報官としてライリー・アレンがウラジオストクに着く。YMCA関係者は生活に困窮した住民や戦災孤児を助ける役割を担っていた。

#### 子どもの難民を救う
アレンは YMCA から緊急の援護を求められると、ペトログラードから学童疎開したままウラル山脈の街から動けなくなっていたロシア人の子どもおよそ800人の集団を引き取り、アメリカ赤十字の方針に従って子どもたちを安全なウラジオストクまでシベリア鉄道経由で避難させる。トイスラーたち赤十字の医療チームも探していた集団だった。アレンは1920年に子どもたちと船で脱出、アメリカ経由で大西洋を渡りロシアに帰郷させようと決める。ところがウラジオストク港を出入りするさまざまな国の船会社に船を出すように交渉を始めたのだが、母国アメリカの船会社にまで断られてしまい、東京に戻っていたトイスラー博士に相談するとようやく神戸の船主、勝田銀次郎氏の貨物船「陽明丸」を手配、臨時に乗客用に改造する合意が取れた。
客船に改造された陽明丸 (船長：茅原基治) はウラジオストクに到着するとアレンと子どもたちを乗せ室蘭に寄港ののち、太平洋航路を経てサンフランシスコに入港。パナマ運河を抜けニューヨークからフランスのブレスト港に到着した。北海を無事に通り、フィンランドで子どもたちを下ろすのである。アメリカ赤十字はロシアと交渉してペトログラード出身の子ども難民の引渡しの合意をとりつけ、子どもたちがようやく帰郷できたのは1921年の初春だった。

### 看護教育の実現
シベリアでトイスラーはアメリカの看護婦の水準の高さを目のあたりにする。シベリアほどの厳しい条件でも力を発揮する彼女たちは看護を体系的に学び医療の現場で実習を通して技術を身につけてきており、その看護教育を日本にもたらすことを発想したと考えられる。トイスラーは日本に戻ると病院が女学校を卒業した女性を採用し、2年間看護学を教えながら病院で実習を受けさせる道づくりにとりかかる。当時のアメリカの標準に近づけることを目指すと日本の学制が変わる節目をとらえて1920年に病院の敷地内に聖路加国際病院付属高等看護婦学校（現・聖路加国際大学）を設立。看護教師アリス・C・セントジョンをアメリカから招いて開校する。トイスラーの理想とする看護教育は単なる職業訓練に終わるものではなく、社会性を備え人間と社会を理解できる看護職を育てることであり、そのため入学資格を高等女学校卒業生と決める。当時の看護婦教育には生徒の学歴や人間性に配慮する観点はなく、入学者に高学歴を求め卒業まで3年も教育することは前例がなかったのである。
看護教育を充実させる計画はさらに進み、看護婦養成の3年の課程に1年の研究科を加えた国内初の4年制女子専門学校として文部省に認可を申請、1927年に承認を得る。こうして日本の医療水準の向上のために大学相当の水準の看護教育へと発展していく。

### 関東大震災から再建へ
ところがアメリカ式の看護教育を始めると3年目の1923年、関東大震災で被災し病院が倒壊してしまう。入院患者の手当てを続けながら診療を再開する場所を確保することが急がれ、めどがつくとトイスラーは病院再建の資金集めに駆け回って、1925年に来日したポール・ラッシュほか、日本の教会関係者も募金に力を添えた。この1920年代、アメリカのロックフェラー財団に書簡でたびたび連絡をしていたという。
日本の医療の水準を高めるには看護職および医師の研修が必要と考えると、その後もロックフェラー財団と交渉して援助をとりつけ、日本人医学生33人をアメリカで留学・研修させている。
皇室、米国聖公会、米赤十字などの寄付により病院再建計画を進めたトイスラーは建築家のアントニン・レーモンドに設計を依頼し1933年に新しい病院が完成する。患者に限らず医療従事者も快適な病院の環境を設け、人々に癒しがあるように病室から見下ろせる空間にチャペルをおいたのである。病院のあるべき姿を説いて、そのことばを院内に掲示した。

This hospital is a living organism designed

to demonstrate in convincing terms

the transmuting power of Christian love

when applied in relief of human suffering.

--Rudolf B. Teusler (1933)

キリスト教の愛の心が人の悩みを救うために働けば

苦しみは消えてその人は生まれ変わったようになる

この偉大な愛の力をだれもがすぐわかるように

計画されてできた生きた有機体がこの病院である

トイスラーの胸像が聖路加国際病院の旧館に立ち、その住まいは大学の敷地に保存されている。

### 日本アルプスの開拓者
トイスラーは登山を好み、立教学院で総理を務めたヘンリー・タッカーとともに日本アルプスの踏破を幾たびも試みた日本アルプスの開拓者の一人であった。明治時代に日本アルプスを登る人は極めて稀であったが、英国人・米国人によりスポーツとしての登山が徐々に開拓されていったのである。トイスラー、タッカーと一緒に踏破した山岳ガイドは「日本近代登山の父」と称されるウォルター・ウェストンを日本アルプスで案内したことで知られる上條嘉門次であったと思われる。1903年8月には、トイスラーとタッカーは槍ヶ岳に登山している。

## 栄典

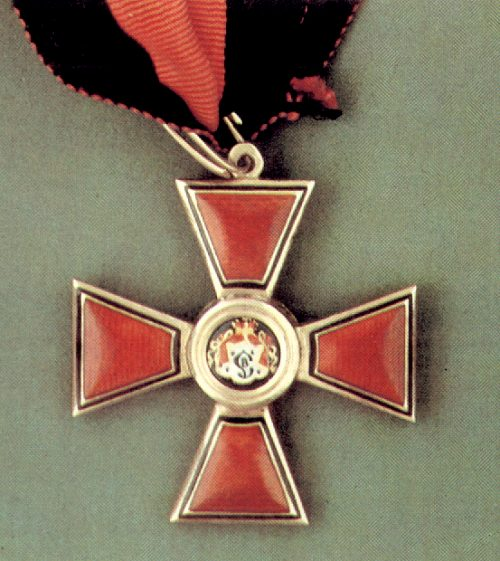
旧3等聖公ウラジーミル勲章

- 旭日中綬章　公衆衛生の向上と近代医学の開発に対して
- 3等聖公ウラジーミル勲章（en） (ロシア)
- 従軍記章 (チェコスロヴァキア) ウラジオストクから傷病兵捕虜の解放に尽力したことに対して[2]